# Горки-10
Го́рки-10 — посёлок в Одинцовском городском округе Московской области России, расположенный на 25-м километре Рублёво-Успенского шоссе. Граничит с Москвой на севере, с Молоденово на востоке и юге, с Иславским на западе.

## История

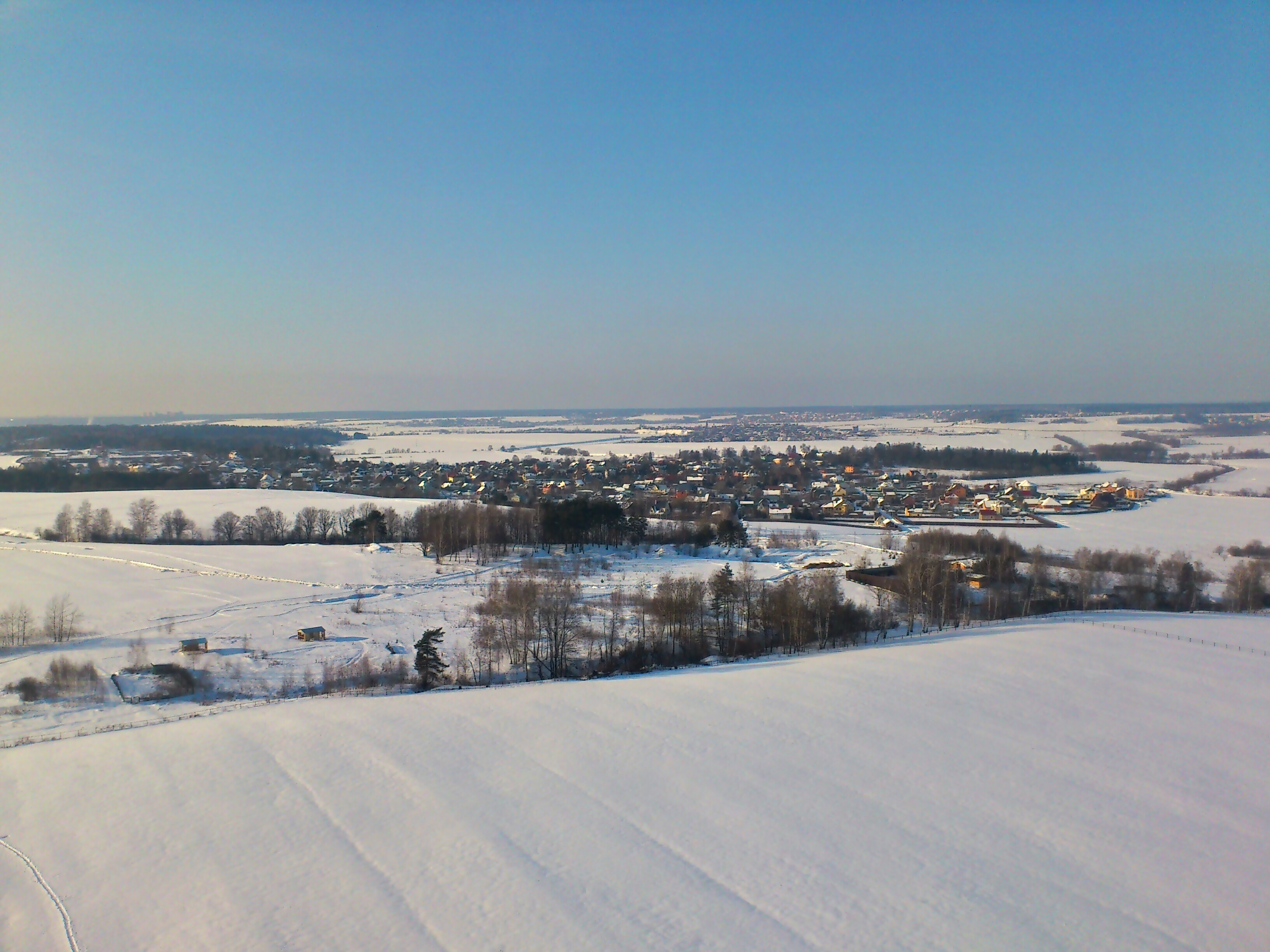
Панорама Горки 10

Здесь располагалось княжеское село Домантовское, упоминаемое в духовной грамоте Ивана Калиты и последующих завещаниях московских князей.
Оно представляло собой небольшой городок с земляным валом, являвшийся центром особой Домантовской волости. Во время событий феодальной войны[уточнить] он сильно пострадал, и в документах XVI века мы видим на этом месте лишь деревню с характерным названием Городище.
«Экономические примечания» конца XVIII века упоминают деревню Новое Городище вместе с Иславским во владении генерал-лейтенанта Ивана Петровича Архарова. Тогда здесь было пять дворов, где проживало 35 душ мужского и 28 женского пола.
Сведения 1852 года сообщают, что деревня состояла из семи дворов, в которых значилось 47 жителей, и принадлежала титулярному советнику Ивану Постникову. Статистика 1890 года зафиксировала здесь 54 жителя. Незадолго до этой даты владелец соседнего имения в Успенском князь Борис Святополк-Четвертинский организует здесь конный завод.
В конце XIX века Россия занимала первое место в мире по количеству лошадей. Из их общего числа приблизительно в 60 млн на Россию приходилось около 21 млн голов. Племенная работа тогда велась на 21 подмосковном конном заводе. После 1917 года здесь был организован Московский конный завод № 1, где велась целенаправленная работа по улучшению пород лошадей, работал институт коневодства, регулярно проводились аукционы.
Горки-10 вошли в историю русской литературы, поскольку с 1931 года там проводил лето писатель Максим Горький. Тут создавались «Жизнь Клима Самгина», пьесы «Егор Булычов и другие», «Достигаев и другие», публицистические статьи. Гостями его были Герберт Уэллс, Ромен Роллан, Константин Федин, Александр Фадеев, Всеволод Иванов, Викентий Вересаев, Алексей Новиков-Прибой, редакторы многих журналов и издательств. Здесь же он и скончался в 1936 году.

## Население
| 2002 | 2006  | 2010  | 2021  |
| ---- | ----- | ----- | ----- |
| 6291 | →6291 | ↗6459 | ↗8911 |

## Экономика
Рядом с посёлком Горки-10 также расположены Московский конный завод № 1 (в посёлке Конезавода) и крупный оранжерейный комплекс.